# IP-cím
Az IP-cím (Internet Protocol-cím) egy egyedi hálózati azonosító, amelyet az internetprotokoll segítségével kommunikáló számítógépek egymás azonosítására használnak. Minden, az internetre kapcsolt számítógépnek van IP-címe, de egy-egy konkrét cím nem kötődik feltétlenül egy-egy géphez: egyes gépeknek több címük is lehet (ilyenkor a különböző címek rendszerint a számítógép különböző hálózati eszközeit azonosítják), vagy több gép osztozhat egy címen (például NAT vagy proxy használata esetén), vagy a gép IP-címe rendszeresen változhat (ez különösen a lakossági internetszolgáltatón keresztül kapcsolódó otthoni számítógépekre jellemző).
Az IPv4 szerinti IP-címek 32 bites egész számok, amelyeket hagyományosan négy darab egy bájtos, azaz 0 és 255 közé eső, ponttal elválasztott decimális számmal írunk le a könnyebb olvashatóság kedvéért. (Pl. 172.16.254.1)
Az IPv6 szabvány jelentősen kiterjesztette a címteret, mert a 32 bit, ami a hetvenes években bőségesen elegendőnek tűnt a jellemzően tudományos és kutatói hálózat számára, az internet robbanásszerű vállalati és lakossági elterjedése nyomán kevésnek bizonyult. Az IPv6-os címek 128 bitesek, és már nem lenne praktikus decimálisan jelölni őket, ezért kompaktabb, hexadecimális számokkal írjuk le, 16 bites csoportosításban. (Pl. 2001:610:240:11:0:0:C100:1319)
Az internetet használó számítógépek minden tranzakció során (például egy weboldal megjelenítésekor) megadják IP-címüket, ami révén elvileg be lehet azonosítani az adott gép helyét és tulajdonosát, illetve egy adott géppel végzett tevékenységekről sok információt lehet gyűjteni. A gyakorlatban a számítógépek jelentős része az internetszolgáltatójától rendszeresen új IP-címet kap, így azonosítása csak a szolgáltató együttműködésével lehetséges, aki csak rendőri megkeresésre és más jól meghatározott esetekben adhatja ki az információkat. Ezzel együtt az IP-cím számos országban, többek között Magyarországon is személyes adatnak számít.

## IPv4 privát címtartomány
Azoknak a számítógépeknek, amelyek nincsenek direkt módon az internetre kapcsolva, például belső hálózatra kapcsolt vállalati gépek, nem szükséges globálisan egyedi IP-címmel rendelkezniük.
Ezeknek a gépeknek három IPv4 címtartomány van fenntartva az RFC 1918 szerint. Ezek a címek nem routolódnak az interneten, és nem lehet őket regisztrálni sem. A privát IP-címeket tehát egyszerre számos gép használhatja a saját hálózatában anélkül, hogy ez konfliktushoz vezetne.
| Privát IP-címtartományok   | Tartomány kezdete | Tartomány vége  | Címek száma |
| -------------------------- | ----------------- | --------------- | ----------- |
| 24 bites tömb (/8 prefix)  | 10.0.0.0          | 10.255.255.255  | 16 777 216  |
| 20 bites tömb (/12 prefix) | 172.16.0.0        | 172.31.255.255  | 1 048 576   |
| 16 bites tömb (/16 prefix) | 192.168.0.0       | 192.168.255.255 | 65 536      |

Számos program és protokoll létezik, amelynek célja az IP-cím elrejtése; ezek rendszerint köztes gépeken irányítják át a forgalmat. Ilyen például a Tor, vagy az anonim proxyk és remailerek.